# (7209) Cyrus
Pour les articles homonymes, voir Cyrus.
(7209) Cyrus est un astéroïde de la ceinture principale. Il porte le nom de plusieurs rois de l'empire perse Achéménide, Cyrus.
Il a été découvert le 17 octobre 1960 à l'observatoire Palomar par le trio d'astronomes néerlandais Cornelis Johannes van Houten, Ingrid van Houten-Groeneveld et Tom Gehrels.

Sa désignation provisoire était 3523 P-L.